# Sielsowiet Szaszki
Sielsowiet Szaszki (biał. Шашкоўскі сельсавет, Szaszkouski sielsawiet; ros. Шашковский сельсовет) – sielsowiet na Białorusi, w obwodzie mińskim, w rejonie stołpeckim, z siedzibą w Szaszkach.

## Demografia
Według spisu z 2009 sielsowiety Szaszki i Antalezy zamieszkiwało 2858 osób, w tym 2193 Białorusinów (76,73%), 531 Polaków (18,58%), 91 Rosjan (3,18%), 17 Ukraińców (0,59%), 9 Azerów (0,31%), 11 osób innych narodowości i 6 osób, które nie podały żadnej narodowości.
Do 2019 liczba ludności spadła do 2090 osób. Największymi miejscowościami były wówczas Szaszki (435 mieszkańców), Antalezy (326 mieszkańców), Nioman (276 mieszkańców), Opieczki (247 mieszkańców) i Starzyna (164 mieszkańców). Liczba ludności żadnej z pozostałych miejscowości nie przekraczała 99 osób.

## Geografia i transport
Sielsowiet położony jest na Równinie Stołpeckiej, w środkowo-zachodniej części rejonu stołpeckiego. Największymi rzekami są Niemen i Suła.
Przez sielsowiet przebiega droga republikańska R54.

## Historia
Sielsowiety Szaszkowszczyzna i Antalezy powstały w 1940 na okupowanych przez Związek Sowiecki terenach II Rzeczypospolitej. Po zmianie nazwy Szaszkowszczyzny na Szaszki, zmianie uległa również nazwa sielsowietu.
28 maja 2013 do sielsowietu Szaszkowszczyzna przyłączono w całości, liczący 9 miejscowości, likwidowany sielsowiet Antalezy.

## Miejscowości
- agromiasteczka:
  - Antalezy
  - Szaszki
- wsie:

| - - Borek-Futor - Borek Żukowy - Bryniczewo - Charytonowo - Drużnaja (hist. Bruchacze) - Dudki - Humienowszczyzna Mała | - - Humienowszczyzna Wielka - Januszki - Juzafinawa (hist. Sutoki-Józefino) - Karolin - Kruhlica - Łapki - Najdzienowicze | - - Niwy - Okołowo - Opieczki - Ostrowie - Padhornaja (hist. Słoboda Suporośna) - Rudnia - Ruhajec | - - Siemieńczyce - Starzyna - Suła - Tryleś - Tulonka - Zubierowo - Żołnierkowicze |

- osiedle:
  - Nioman